# チナンテコ族
チナンテコ族（チナンテコぞく、Chinantec）は、メキシコに住む民族。

## 居住地
メキシコ、オアハカ州北部、オアハカ山中北斜面にある森林地帯に住んでいる。

## 生活
ユッカとヤムイモの農園を所有し、ブタ、ニワトリも飼育する。主食はトウモロコシ、豆類。
淡水魚を大量に食べる。漁法は昔と変わらず、安定板をつけた丸木舟と、取り外し自由のモリ先のついたモリを今でも使用する。
伝統衣装が廃れたため、むかし手仕事として重要だった織物づくりはあまり行われていない。